# شورن
شورن (به انگلیسی: Shorne) یک محله مدنی و روستا در بریتانیا است که در Gravesham واقع شده‌است. شورن ۲٬۴۸۷ نفر جمعیت دارد.